# Búzadara
A búzadara (népies nevén: gríz vagy dara) durvára őrölt búzamagból készült élelmiszer-alapanyag. A búza őrlése során keletkező szemcsés, világos színű terméket elsősorban főzéshez és sütéshez használják. Különbözik a liszttől, amely sokkal finomabb szemcseméretű.

## Eredet és előállítás
A búzadara előállítása során a tisztított búzaszemeket nem teljesen porrá, hanem durvább szemcsékre őrlik. A dara szemcsemérete változó lehet, attól függően, hogy milyen célra használják: létezik finom, közepes és durva szemcsézettségű változat is. Az őrlési folyamat során a korpát és a csírát többnyire eltávolítják, így főként a keményítőben gazdag belső magrész marad meg.

## Felhasználás
A búzadara sokoldalúan felhasználható a konyhában. Magyarországon és más közép-európai országokban népszerű alapanyag. Gyakori felhasználási formái:
- Tejbegríz: tejben főzött búzadara, cukorral és fahéjjal ízesítve.
- Grízgaluska (grízgombóc): levesbetétként használt, tojással kevert darából készített galuska.
- Túrógombóc: a búzadara fontos alapanyaga ennek a főtt, túrós édességnek.
- Grízes tészta: pirított búzadarával és porcukorral készített tésztaétel.
- Sütemények: egyes süteményreceptekben a liszt egy részét búzadarával helyettesítik.

## Tápérték
A búzadara főként szénhidrátot, kisebb mennyiségben fehérjét tartalmaz. A zsírtartalma alacsony. Vitaminokban és ásványi anyagokban mérsékelten gazdag, főként a B-vitamin-csoport néhány tagját és vasat tartalmaz. Mivel a korpát általában eltávolítják belőle, rosttartalma viszonylag alacsony.

## Történelem és kultúra
A tejbegríz sokak számára gyermekkori nosztalgikus étel, és része a magyar gasztronómiai hagyományoknak.